# MG-124
A MG-124 é uma rodovia do estado brasileiro de Minas Gerais. Pela direção e sentido que ela percorre, é considerada uma rodovia longitudinal.

## Detalhamento
A rodovia é constituída por dois trechos descontínuos. O primeiro é pavimentado, tem 13,8 km de extensão e liga a BR-482, em Porto Firme, a Presidente Bernardes. O segundo trecho, também pavimentado, tem 56,4 km e liga Brás Pires à MG-447 nas proximidades de Ubá.